# Bassiana
Genre
Bassiana est un genre de sauriens de la famille des Scincidae.

## Répartition
Les espèces de ce genre sont endémiques d'Australie.

## Liste des espèces
Selon The Reptile Database (6 juillet 2012) :
- Bassiana duperreyi (Gray, 1838)
- Bassiana platynota (Peters, 1881)
- Bassiana trilineata (Gray, 1838)

## Publication originale
- Hutchinson, Donnellan, Baverstock, Krieg, Simms & Burgin, 1990 : « Immunological relationships and generic revision of the Australian lizards assigned to the genus Leiolopisma (Scincidae: Lygosominae) ». Australian Journal of Zoology, vol. 38, no 5, p. 535-554.